# Overtones
 (mars 2023).
Si vous disposez d'ouvrages ou d'articles de référence ou si vous connaissez des sites web de qualité traitant du thème abordé ici, merci de compléter l'article en donnant les références utiles à sa vérifiabilité et en les liant à la section « Notes et références ».
Albums de Just Jack
The Outer Marker
(2002) All Night Cinema
(2009)
Overtones est le deuxième album de Just Jack sorti en 2007 chez Mercury Records. Cet album est riche de styles, du funk en passant par la soul, le disco et bien sûr le hip-hop. Electrickery, un des morceaux qu'on trouve sur le maxi-ep de Writer's Block, est même une chanson de style reggae bien particulier et plus personnel.

## Liste des morceaux
| 1.  | Writer's Block       | 3:42                         |
| 2.  | Glory Days           | 3:39                         |
| 3.  | Disco Friends        | 3:00                         |
| 4.  | Starz In Their Eyes  | 4:56                         |
| 5.  | Lost                 | 5:48                         |
| 6.  | I Talk Too Much      | 4:16                         |
| 7.  | Hold On              | 2:24                         |
| 8.  | Symphony Of Sirens   | 4:21                         |
| 9.  | Life Stories         | 3:52                         |
| 10. | No Time              | 4:27                         |
| 11. | Mourning Morning     | 4:06                         |
| 12. | Spectacular Failures | (13:10) 4:51                 |
| 13. | Koolaid (Hide Track) | (après 5:04 de silence) 3:55 |

| 1. | Like They Say |  |
| 2. | Electrickery  |  |